# NGC 6078
NGC 6078 é uma galáxia elíptica (E) localizada na direcção da constelação de Hercules. Possui uma declinação de +14° 12' 34" e uma ascensão recta de 16 horas, 12 minutos e 05,4 segundos.
A galáxia NGC 6078 foi descoberta em 21 de Junho de 1876 por Édouard Jean-Marie Stephan.